# 1702

## Esdeveniments
Món
- 11 de març: primera edició del Daily Courant, a Londres, el primer diari del món que va aconseguir una publicació regular i continuada.[1]
- 15 de maig: en el marc de la Guerra de Successió, Anglaterra declara la guerra a Espanya i França i s'internacionalitza el conflicte.[2]
- 28 de maig: en el mateix conflicte de Successió, Holanda declara la guerra a Espanya i França.[3]
- 23 d'octubre - Vigo (Galícia): Els aliats van guanyar la batalla naval de la badia de Vigo en el curs de la Guerra de Successió Espanyola.[4]
- L'exèrcit de Carles XII de Suècia ocupa Polònia
- Batalla de Cadis

## Naixements
- 7 de febrer: Carl August Thielo, compositor danès del Barroc.
- 20 d'abril, Hervías, Regne de Castella: Zenón de Somodevilla y Bengoechea, polític il·lustrat (m. 1781)
- 31 de juliol, Dole, França: Jean-Denis Attiret, jsesuïta missioner i pintor francès a Pequín (m. 1768).[5]
- 15 d'agost, Pitigliano, Gran Ducat de Toscana: Francesco Zuccarelli, pintor italià (m. 1788)
- 14 de desembre, Hanoi, Indoxina: Francesc Gil de Frederic, sant catòlic, martiritzat en Vietnam (m. 1745)

- Lieja: Dieudonné Raick, sacerdot, organista i compositor liejés.

## Necrològiques
- Guillem III d'Orange, rei d'Anglaterra
- Josep Oriol, sant
- Francisco Antonio de Agurto, virrei de Catalunya
- Louis Gaulard Dumesny, cantant